# Académie monténégrine des sciences et des arts
Pour les articles homonymes, voir CANU.
L'Académie monténégrine des sciences et des arts (en monténégrin : Crnogorska Akademija Nauka i Umjetnosti, CANU) est la plus importante institution académique du Monténégro. 
Elle fut fondée en 1973 dans la capitale du pays, Podgorica. Lors de sa fondation, elle fut baptisée Crnogorsko Društvo za Nauku i Umjetnost (en français : Société monténégrine des sciences et des arts) et renommée trois années plus tard. Actuellement, 42 membres la composent. Tous ont une discipline de prédilection parmi les trois domaines de connaissance de l'académie : les sciences naturelles, les sciences humaines et les arts.

## Présidents
- Branko Pavićević, historien (né en 1922) (1973-1981),
- Branislav Šoškić (en), économiste (né en 1922) (1981-1985),
- Mirčeta Ðurović, économiste (né en 1924) (1985-1989),
- Dragutin Vukotić, chirurgien (né en 1924) (1989-2001),
- Momir Ðurović, ingénieur (né en 1941) (depuis 2002)

## Membres éminents
- Vojo Stanić, Milos Vusković et Aleksandar Prijić, peintres.
- Dušan Vukotić, créateur de films d'animation, oscar du meilleur court-métrage d'animation en 1962 pour le film Ersatz.
- Mihailo Lalić, Radovan Zogović et Ćamil Sijarić, écrivains.
- Pavle Mijović, historien de l'art.
- Dragiša Ivanović, physicien.
- Miomir Dašić, historien.